# Орден Святого Михаила (Бавария)
Орден Святого Михаила (нем. Der Orden zum Heiligen Michael) — королевская награда Баварии.

## История
Орден учрежден 29 сентября 1693 года курфюрстом кёльнским Иосифом Клеменсом и им же включен в число баварских как чисто религиозный орден избранной католической знати. 
Максимилиан Иосиф дважды изменял его статут в 1808 и 1810 гг., включив в его задачи попечение о защитниках отечества и разрешив прием в качестве почетных членов ограниченного числа лиц без оглядки на их социальную и религиозную принадлежность. Статут 1837 года окончательно лишил орден религиозного и аристократического характера и соподчинил ордену Гражданских заслуг.

## Описание ордена
На знаке синей эмали помещено окруженное молниями золотое изображение архангела. Буквы Р F F Р на кресте означают principi fidelitas, favere patriae (верность князю, преданность отечеству). Между звездой и оборотной стороной знака поделено изречение QUIS UT DEUS (кто как бог) – DOMINUS POTENS IN PRAELIIS (господь сильный в битвах).

## Иллюстрации

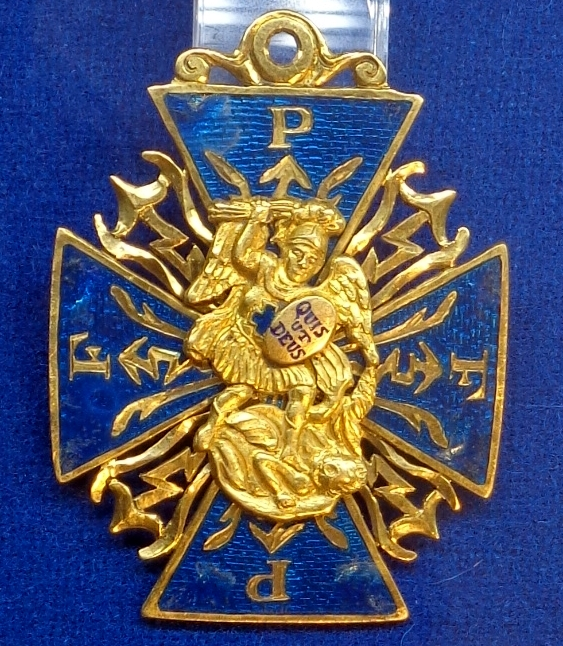
Знак ордена 1-го типа. Курфюршество Кёльнское
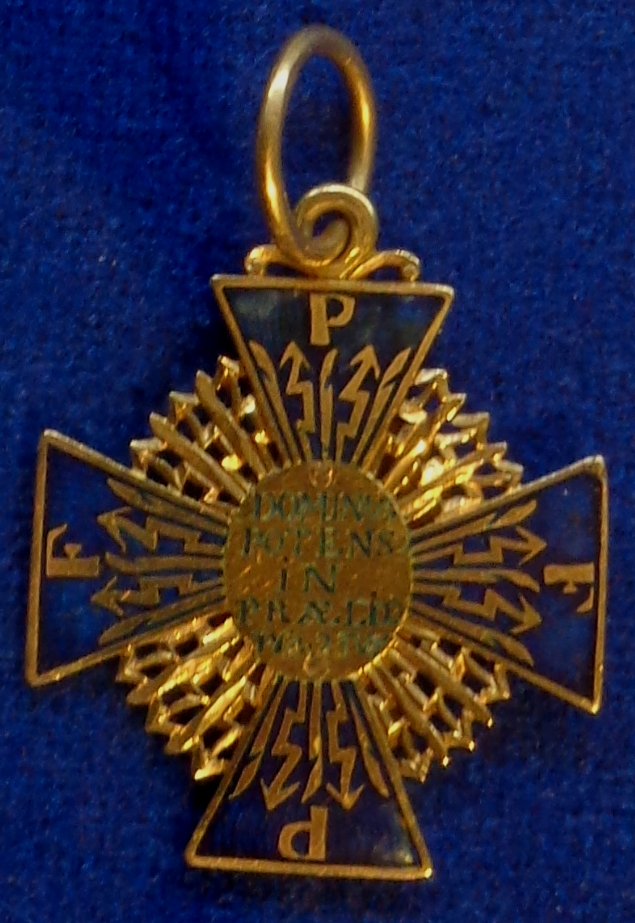
Знак ордена, реверс
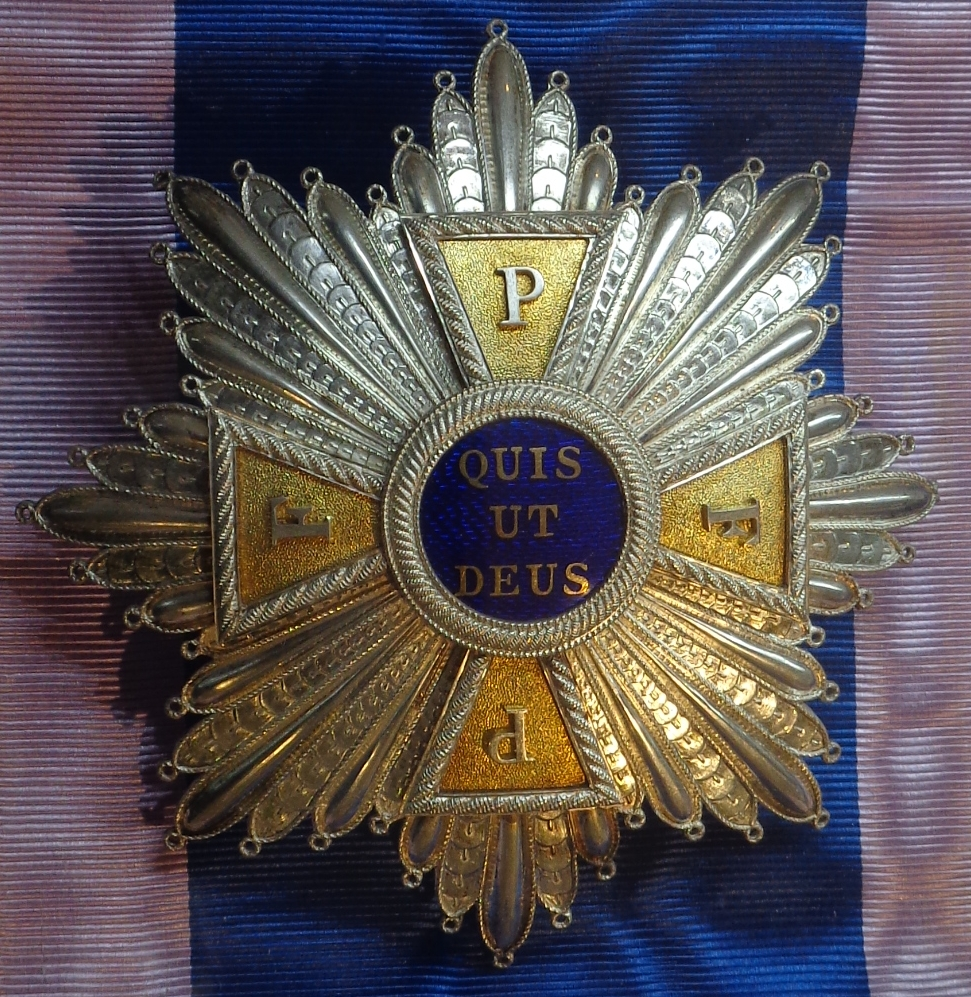
Звезда Большого креста
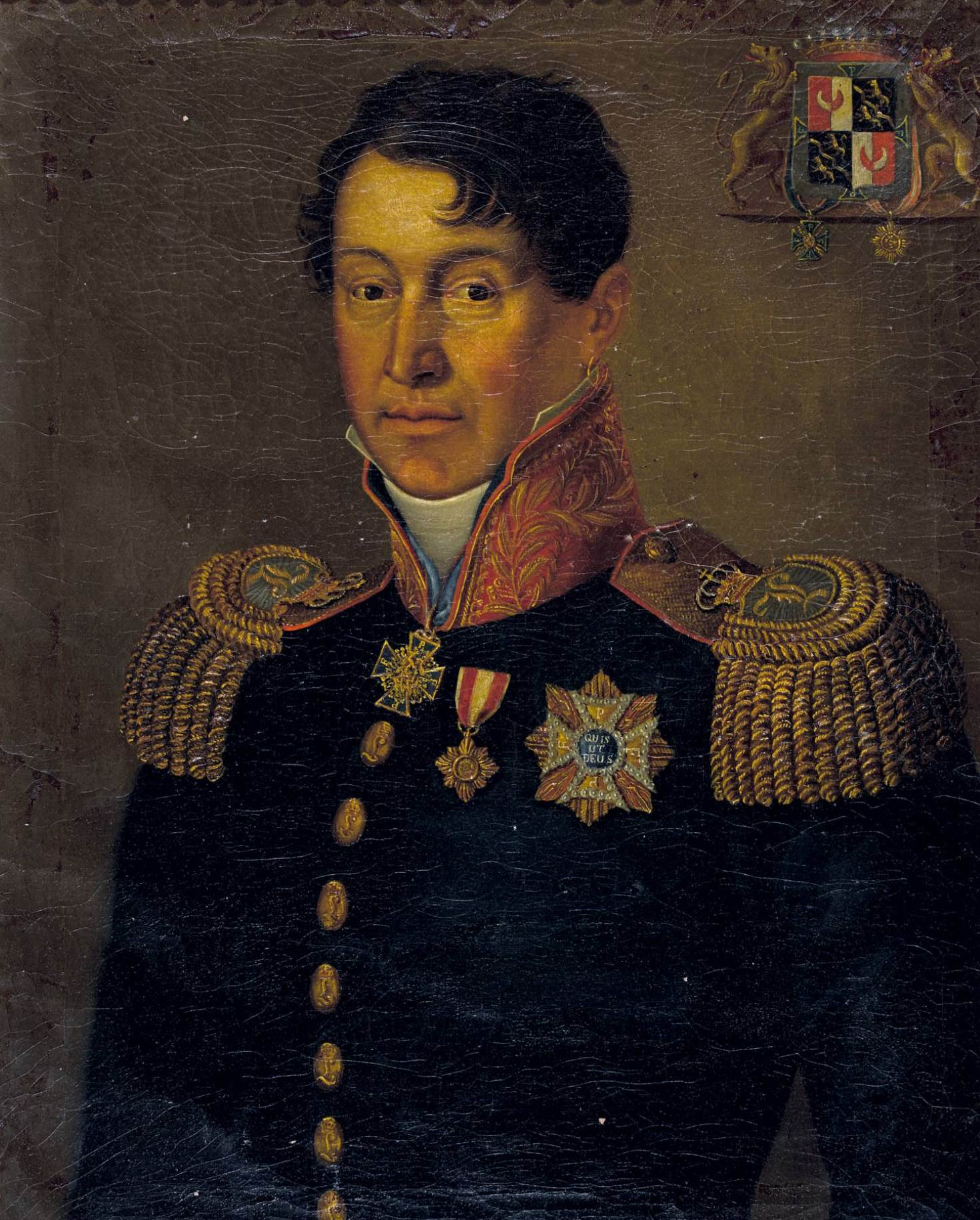
Портрет графа Фредерика Дисбаха с орденом Св. Михаила
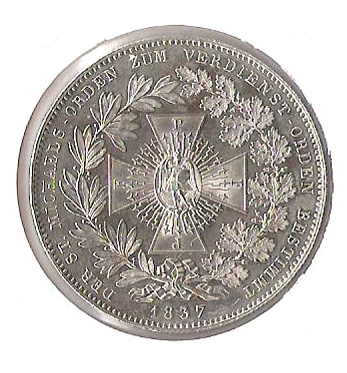
Крест ордена на историческом талере 1837 года